# Huelva
Huelva (phát âm tiếng Tây Ban Nha: [ˈwelβa]) là một thành phố ở tây nam Tây Ban Nha, thủ phủ của tỉnh Huelva trong vùng tự trị Andalucía. Nó nằm dọc theo vùng ven biển vịnh Cádiz, ở nơi hợp lưu của sông Odiel và Tinto. Theo thống kê 2010, thành phố có dân số khoảng 149.410 người. Huelva là nơi thành lập Recreativo de Huelva, một bóng đá lâu đời nhất Tây Ban Nha.